# Ligetfalva
Ligetfalva is een plaats (község) en gemeente in het Hongaarse comitaat Zala. Ligetfalva telt 62 inwoners (2008).